# Тадеуш Збігнев Дворак
Тадеуш Збігнев Дворак (пол. Tadeusz Zbigniew Dworak; нар. 14 жовтня 1942, Посондза — 13 червня 2013) — польський учений-астроном, доктор габілітований, надзвичайний професор Гірничо-металургійної академії, письменник-фантаст, популяризатор науки та автор науково-популярних книг, рецензент великої кількості наукових та науково-популярних книг, а також перекладач низки закордонних наукових та науково-популярних книг.

## Біографія
Тадеуш Збігнев Дворак народився у Посондзі колишнього Краківського воєводства. Він вивчав фізику та астрономію в Ягеллонському університеті та фізику атмосфери в МДУ. Після закінчення навчання працював у астономічній обсерваторії Ягеллонського університету, де під науковим керівництвом Казімєжа Кордилевського захистив докторат за дослідження затемнюваних зір. Після захисту докторського ступеня Збігнев Дворак надалі працював у астрономічній обсерваторії університету, пізніше, з 1976 року в зв'язку із реорганізацією обсерваторії працював у відділі космічної метеорології Інституту метеорології та водного господарства, займаючись зокрема інтерпретацією супутникової зйомки. З 1981 року працював у Інституті формування та охорони навколишнього середовища Краківської гірничо-металургійної академії як спеціаліст із фізики атмосфери, займаючись екологічним моніторингом, дослідженням дистанційного зондування Землі, та іншими новітніми методиками дослідження навколишнього середовища.
У 1991 році Тадеуш Збігнев Дворак отримав ступінь габілітованого доктора на підставі захисту дисертації на тему «Методика теледетекційних досліджень запилення атмосфери». Пізніше він працював професором Політехнічного інституту Державної вищої професійної школи імені Станіслава Пігоня в Кросні. Також Тадеуш Збігнев Дворак був науковим керівником 5 докторських дисертацій.

## Літературна творчість
Літературним дебютом Тадеуша Збігнева Дворака стала радіовистава «Феміда» (пол. Temida), яка уперше транслювалась у 1967 році краківським філіалом Польського радіо, яку Дворак написав у співавторстві зі Романом Данаком. Текст цієї радіовистави опублікований у журналі «Młody Technik» за № 8 у 1968 році, де автори вказані під псевдонімом «Збігнев Скавський». Пізніше оповідання цих авторів публікувалися в журналах «Wiedza i Życie» і «Razem». Першою спільною виданою книгою Данака і Дворака стала збірка оповідань «Повелитель матерії Ян Цьонгва» (пол. Jana Ciągwy władza nad materią). Твори письменників перекладені угорською мовою та мовою есперанто. Тадеуш Збігнев Дворак також відомий своїми перекладами з російської мови творів Кіра Буличова.

### Науково-популярні книги
- Світ планет (пол. Świat planet, у співавторстві з Конрадом Рудницьким, 1979)
- Астрологія. Астрономія. Астрофізика (пол. Astrologia. Astronomia. Astrofizyka, І видання 1980, ІІ видання 1986)
- З астрономією запанібрата (пол. Z astronomią za pan brat, 1989)
- Всесвіт і еволюція (пол. Wszechświat i ewolucja, у співавторстві з Збігневом Солтиком і Мареком Жбіком, 1989)
- Планети, зірки, Всесвіт (пол. Planety, gwiazdy, Wszechświat, у співавторстві з Людвіком Зайдлером, 1989)
- Мовчання Всесвіту (пол. Milczenie Wszechświata, у співавторстві з збігневом Папротним і Збігневом Солтиком, 1997)
- Віддалені планети Сонячної системи (пол. Odległe planety w Układzie Słonecznym, у співавторстві з Єжи Крейнером, 2000)

### Збірки оповідань
- Повелитель матерії Ян Цьонгва (пол. Jana Ciągwy władza nad materią, у співавторстві з Романом Данаком, 1977)